# Slatina (Slovacchia)
Slatina (in ungherese Szalatnya) è un comune della Slovacchia facente parte del distretto di Levice, nella regione di Nitra.